# Съвременни птици
Съвременни птици, още Нови птици (Neornithes), са подклас включващ всички последни птици и техните потомци. Представителите на този подклас се характеризират с пера, клюн без зъби (древните птици притежавали зъби), носене на твърдочерупчести яйца, висока степен на метаболизъм, четирикамерно сърце и лек, но твърд скелет. При всички тях предните крайници са изменени в крила и повечето могат да летят, с малки изключения като щраусоподобни, пингвини и няколко отделни ендемични островни видове.
Много видове нови птици всяка година мигрират, а други извършват къси нередовни полети. Птиците комуникират чрез визуални сигнали, разговори и песни, показват и социално поведение, като колективно отглеждане на поколението, сдружаване в ято и гонене на хищниците.

## Класификация
Новите птици са разделени на два надразреда, включващи заедно от 8 800 до 10 200 птици:
- Надразред Palaeognathae Pycroft, 1900
- Надразред Същински птици (Neognathae) Pycroft, 1900